# アルフレッド・P・スローン財団
アルフレッド・P・スローン財団（英：Alfred P. Sloan Foundation）は、アメリカニューヨークに事務所を持つ慈善事業を行う非営利組織。1934年、ゼネラルモーターズの社長兼CEOだったアルフレッド・スローンによって設立された。財団の主な活動内容は、公益性の高い様々な種類の活動・プロジェクトに対して、資金援助を行っていくこと。財団の資産は総額約18億ドル(日本円にして約2000億円)にのぼり、この資金を元手に次のような種類の活動に対してグラントの提供を行っている。
- 科学・技術上の研究・調査・教育・就職支援に関する活動、
  - スローン・リサーチフェロー（英語版）の選出。若手科学者に研究を支援する費用が支給される。
  - マサチューセッツ工科大学スローン・スクール・オブ・マネージメント、スタンフォード大学ビジネス・スクール、ロンドン・ビジネス・スクールの各ビジネススクールにおける企業経営実務経験者向けの修士課程、スローン・フェローシップ（英語版）など。
- 人々の生活水準と経済効率の向上にかんする研究・調査・教育に関する活動
- バイオテロへの対策につながる研究・開発に関する活動

## 寄付
2008年3月28日、アルフレッド・P・スローン財団は、ウィキメディア財団に対し、300万ドルの寄付をした。